# 부르크하르트 드리스트
부르크하르트 드리스트(독일어: Burkhard Driest, 1939년 4월 28일~2020년 2월 27일)는 독일의 배우, 각본가, 영화 감독, 프로듀서이다.

## 영화
- 아이 러브 유, 베이비 (2000년)
- 나이트 타임 (1998년)
- 테러리스트 (1992년)
- 쿼렐리 (1982년)
- 히틀러의 아들 (1978년)
- 스트로스첵 (1977년)
- 철십자 훈장 (1977년)
- 츈드슈뉴레 (1974년)
- 프란츠 블룸의 잔인함 (1974년)